# Bhikkanhalli, Chincholi
Bhikkanhalli là một làng thuộc tehsil Chincholi, huyện Gulbarga, bang Karnataka, Ấn Độ.